# روجير إيبانيز
روجير إيبانيز (مواليد 23 نوفمبر 1998) هو لاعب كرة قدم برازيلي يلعب في مركز الدفاع مع نادي الأهلي السعودي وسبق أن لعب مع نادي روما الإيطالي 

## روابط خارجية
- روجير إيبانيز على موقع الاتحاد الأوربي (الإنجليزية)
- روجير إيبانيز على موقع إي إس بي إن إف سي (الإنجليزية)
- روجير إيبانيز على موقع قاعدة بيانات كرة القدم.إي يو (الإنجليزية)
- روجير إيبانيز على موقع ليكيب (الفرنسية)
- روجير إيبانيز على موقع ناشيونال فوتبول تيمز (الإنجليزية)
- روجير إيبانيز على موقع Soccerbase.com (لاعب) (الإنجليزية)
- روجير إيبانيز على موقع Soccerway.com (الإنجليزية)
- روجير إيبانيز على موقع عالم كرة القدم.نت (الإنجليزية)